# Bytholeucon ultraabyssalis
Bytholeucon ultraabyssalis är en kräftdjursart som först beskrevs av Gamo 1987.  Bytholeucon ultraabyssalis ingår i släktet Bytholeucon och familjen Leuconidae. Inga underarter finns listade i Catalogue of Life.